# Eupithecia helveticaria
Eupithecia helveticaria là một loài bướm đêm trong họ Geometridae.